# Chlosyne hyperia
Chlosyne hyperia är en fjärilsart som beskrevs av Fabricius 1793. Chlosyne hyperia ingår i släktet Chlosyne och familjen praktfjärilar. Inga underarter finns listade i Catalogue of Life.